# Linum vernale
Espèce
Linum vernale est une espèce de plantes à fleurs de la famille des Linaceae. C'est une petite plante herbacée du sud des États-Unis et du nord du Mexique.

## Description morphologique

### Appareil végétatif
Cette plante érigée très grêle mesure de 10 à 50 cm de hauteur. Les feuilles, d'environ 1,3 cm de long, sont très étroites.

### Appareil reproducteur
La floraison a lieu entre mars et octobre.
L'inflorescence se présente comme une fleur isolée à l'extrémité des rameaux. Les fleurs sont en forme de bol, jaune orangé, avec le centre rouge sombre. Elles mesurent 2 cm de diamètre et présentent un calice formé de sépales lancéolés, dont la bordure dentée est glanduleuse. La corolle possède 5 pétales soudés à la base, qui tombent ensemble à maturité et peuvent être ainsi emportés par le vent comme une petite coupe délicate en papier. Le style unique se divise en 5 stigmates.
Le fruit est une capsule à 5 loges, chacune s'ouvrant par le sommet.

### Espèce similaire
Une espèce proche, Linum neomexicanum, a une fleur entièrement jaune.

## Répartition et habitat
Linum vernale vit dans le sud des États-Unis (sud du Nouveau-Mexique, ouest du Texas) et au nord du Mexique, plus particulièrement dans certaines zones du désert de Chihuahua.
Cette espèce pousse dans les déserts, sur sol rocailleux et plutôt calcaire.